# Principauté d'Izyaslavl
La Principauté d'Izyaslavl (en biélorusse : Княства Заслаўскае) est une ancienne principauté slave centrée sur la ville d'Izyaslavl, actuellement en Biélorussie.

## Liste de princes
Voici la liste des princes d'Izyaslavl :
- Autour de 1129 : Briatchislav d'Izyaslavl, fils du prince Davyd de Polotzk
- Autour de 1159 : Vsevolod d'Izyaslavl, fils du prince Gleb de Minsk
- 1158-1159 : Bryachislav de Vitebsk, fils du prince Vasilko de Polotzk
- Autour de 1161 : Volodsha d'Izyaslavl, fils du prince Vasilko de Polotzk